# Erich Körner
Karl Wilhelm Erich Körner (* 18. Juli 1866 in Braunschweig; † 3. März 1951 ebenda) war ein deutscher Maler.

## Leben

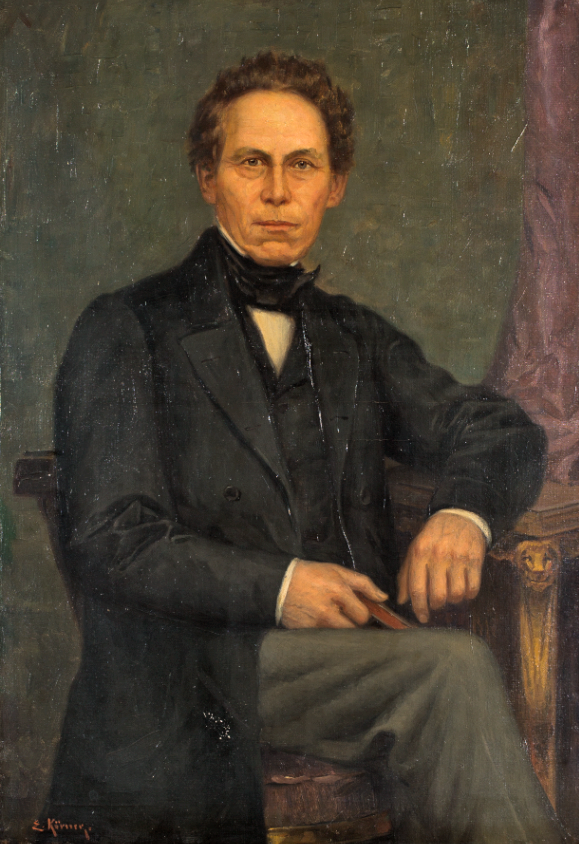
Portrait von Georg Friedrich Carl Grotrian (Um 1900); Öl auf Leinwand

Der Sohn des Architekten Karl Körner besuchte das Braunschweiger Martino-Katharineum. Er studierte zunächst an der Technischen Hochschule Braunschweig, anschließend von 1884 bis 1886 an der Akademie der Bildenden Künste München, wo Carl Theodor von Piloty zu seinen Lehrern gehörte. Von 1887 bis 1889 schloss er sein Studium an der Kunstschule Karlsruhe unter Ferdinand Keller ab. Körner zog 1890 nach Frankfurt am Main, wo er sich als freischaffender Porträtmaler hohes Ansehen erwarb. Er war von 1906 bis 1931 Erster Vorsitzender der Frankfurter Künstlergesellschaft und seit 1923 Mitglied der Frankfurter Freimaurerloge Carl zum aufgehenden Licht. Während seiner Zeit in Frankfurt besuchte Körner hin und wieder Braunschweig, um hier Porträtaufträge auszuführen. Im Jahre 1931 kehrte er nach Braunschweig zurück, wo er 1951 starb.

## Werk
Sowohl in Frankfurt als auch in Braunschweig porträtierte Körner zahlreiche hochgestellte Persönlichkeiten und Personen des geistigen und gesellschaftlichen Lebens, darunter die beiden braunschweigischen Regenten Prinz Albrecht von Preußen und Herzog Johann Albrecht zu Mecklenburg, Wilhelm Pockels, Wilhelm Raabe, Constantin Uhde, Max Gutkind, Werner Spieß, Wilhelm Jesse und Franz Fuhse. Seine Werke, darunter auch Stadtansichten und Blumenstücke, befinden sich im Braunschweigischen Landesmuseum, im Städtischen Museum Braunschweig und in privatem Besitz.

## Ehrungen
Körner wurde 1902 in Braunschweig der Professorentitel verliehen. Später wurde er mit dem Ritterkreuz II. Klasse des Ordens Heinrichs des Löwen geehrt.